# Anthony Le Tallec
Anthony Le Tallec (ur. 3 października 1984 w Hennebont), piłkarz francuski grający na pozycji napastnika.

## Kariera klubowa
Le Tallec urodził się w małym mieście Hennebont, ale piłkarską karierę zaczynał w mieście Hawr. Trafił do bardzo znanej szkółki piłkarskich talentów przy klubie Le Havre AC. Do pierwszego zespołu trafił już w wieku 17 lat, razem ze swoim kuzynem, rówieśnikiem, Florentem Sinama-Pongolle. Nim obaj zadebiutowali w Ligue 2, zostali wykupieni przez angielski Liverpool F.C. Jednak nie mieli żadnych szans na grę w Liverpoolu, była to raczej inwestycja na przyszłość, toteż obaj zostali wypożyczeni przez menedżera Gérarda Houlliera do Le Havre. Anthony w całym sezonie rozegrał 24 mecze i zdobył 5 goli w swoim pierwszym profesjonalnym sezonie, a jego drużyna z czwartego miejsca zdołała awansować do Ligue 1. Le Tallec w Ligue 1 zadebiutował już w 1. kolejce sezonu 2002/2003, 3 sierpnia 2002 w wygranym 2:1 wyjazdowym meczu z OGC Nice. Natomiast pierwszą bramkę zdobył w 14. kolejce ligi – 7 listopada w 60. minucie domowego meczu z Olympique Lyon wyrównał stan meczu na 1:1. Ogółem w całym sezonie Le Tallec rozegrał 30 ligowych meczów, w których zdobył 2 bramki.
Po sezonie razem z Sinamą-Pongolle w końcu trafili na dłużej do Liverpoolu. W Premiership Le Tallec zadebiutował 13 września 2003 roku w wygranym 3:1 wyjazdowym meczu z Blackburn Rovers. Jednak nie miał zbyt dużych szans na grę w pierwszym składzie (rozegrał tylko 13 meczów ligowych i nie zdobył w nich gola), a konkurencja w ataku LFC była naprawdę duża. Wystarczy wymienić takie nazwiska jak: Michael Owen, Emile Heskey, El Hadji Diouf czy Milan Baroš. Dlatego też latem 2004 Liverpool wypożyczył Le Talleca do beniaminka Ligue 1, AS Saint-Étienne. W Saint-Étienne również nie poszło mu najlepiej i przez rundę jesienną rozegrał 10 meczów zdobywając tylko 1 gola w meczu z RC Strasbourg. W styczniu 2005 Le Tallec powrócił do zespołu "The Reds", jednak w dalszym ciągu grał tylko końcówki meczów – przez rundę wiosenną uzbierało się ich 4. Za to może czuć się pełnoprawnym zdobywcą Pucharu Mistrzów, kiedy to Liverpool pokonał po rzutach karnych A.C. Milan. W drodze do tego triumfu Le Tallec miał i swój udział rozgrywając 4 mecze i m.in. zaliczając asystę w wygranym 2:0 meczu z Juventusem.
Na sezon 2005/2006 Le Tallec został wypożyczony do Sunderland A.F.C., aby móc w końcu grać w pierwszym składzie. Sam Le Tallec był bardzo ucieszony wypożyczeniem do transferu i powiedział nawet, iż "przyszedł do Sunderlandu po to by grać cały czas, gdyż w Liverpoolu było to niemożliwe". Niestety drużyna z Sunderlandu była outsiderem ligi i szybko pożegnała się z Premiership, a Le Tallec we wszystkich rozgrywkach zdobył ledwie 5 goli. Golem przeciwko Fulham FC przyczynił się do wygrania przez "Czarne Koty" jedynego meczu w sezonie na własnym stadionie. W maju 2006 Anthony powrócił do Liverpoolu, gdyż w Sunderlandzie zrezygnowano z jego usług i nie zdecydowano się na przedłużenie wypożyczenia. Jednak menedżer Rafael Benítez nie przyznał mu nawet numeru na nowy sezon, co oznaczało, że nie widzi dla niego miejsca w składzie na nowy sezon. W sierpniu 2006 Liverpool ponownie wypożyczył Anthony’ego, tym razem do zespołu FC Sochaux. W 2007 roku wygrał z Sochaux Puchar Francji, a latem ponownie został wypożyczony tym razem do zespołu Le Mans FC. Latem 2010 roku za sumę 3 milionów euro przeszedł do AJ Auxerre podpisując 3-letni kontrakt.
Le Tallec nie zadebiutował jeszcze w pierwszej reprezentacji Francji. Pierwszy raz świat o nim usłyszał podczas Młodzieżowych Mistrzostw Europy Under-16, a także Młodzieżowych Mistrzostw Świata Under-17, na których to Francuzi wywalczyli mistrzostwo świata, a Le Talleca uznano drugim (po kuzynie Sinamie-Pongolle) najlepszym graczem turnieju. Z Francją zagrał także na Mistrzostwach Europy w kategorii Under-21 rozegranych w Portugalii, tam jednak Francuzi z Pongollem w składzie odpadli w półfinale z późniejszym zwycięzcą, Holandią.
4 września 2012 roku, Le Tallec podpisał kontrakt z Valenciennes FC.
| Sezon   | Klub                    | Kraj    | Rozgrywki   | Mecze | Bramki | Rozgrywki Europy   | Mecze | Bramki |
| ------- | ----------------------- | ------- | ----------- | ----- | ------ | ------------------ | ----- | ------ |
| 2001/02 | Le Havre AC             | Francja | Ligue 2     | 24    | 5      | -                  | -     | -      |
| 2002/03 | Le Havre AC             | Francja | Ligue 1     | 30    | 2      | -                  | -     | -      |
| 2003/04 | Liverpool FC            | Anglia  | Premiership | 13    | 0      | Liga Europy UEFA   | 4     | 1      |
| 2004/05 | AS Saint-Étienne (wyp.) | Francja | Ligue 1     | 7     | 1      | -                  | -     | -      |
| 2004/05 | Liverpool FC            | Anglia  | Premiership | 4     | 0      | Liga Mistrzów UEFA | 3     | 0      |
| 2005/06 | Liverpool FC            | Anglia  | Premiership | 0     | 0      | Liga Mistrzów UEFA | 2     | 0      |
| 2005/06 | Sunderland AFC (wyp.)   | Anglia  | Premiership | 27    | 3      | -                  | -     | -      |
| 2006/07 | FC Sochaux (wyp.)       | Francja | Ligue 1     | 25    | 4      | -                  | -     | -      |
| 2007/08 | Le Mans FC (wyp.)       | Francja | Ligue 1     | 22    | 5      | -                  | -     | -      |
| 2008/09 | Le Mans FC              | Francja | Ligue 1     | 34    | 6      | -                  | -     | -      |
| 2009/10 | Le Mans FC              | Francja | Ligue 1     | 36    | 8      | -                  | -     | -      |
| 2010/11 | AJ Auxerre              | Francja | Ligue 1     | 22    | 1      | Liga Mistrzów UEFA | 3     | 0      |
| 2011/12 | AJ Auxerre              | Francja | Ligue 1     | 24    | 3      | -                  | -     | -      |
| 2012/13 | AJ Auxerre              | Francja | Ligue 2     | 6     | 4      | -                  | -     | -      |
| 2012/13 | Valenciennes FC         | Francja | Ligue 1     | 20    | 5      | -                  | -     | -      |
| 2013/14 | Valenciennes FC         | Francja | Ligue 1     | 0     | 0      | -                  | -     | -      |

Stan na: 25 lipca 2013 r.

## Sukcesy
- Młodzieżowe mistrzostwo Świata Under-17: 2001
- Puchar Mistrzów: 2005
- Srebrna Piłka dla najlepszego piłkarza MMŚ U-17: 2001.